# Spellingscommissie (1864)
De Belgische spellingscommissie van 1864 werd op initiatief van minister van Binnenlandse Zaken, Alphonse Vandenpeereboom bij Koninklijk Besluit van 25 januari 1864 samengesteld om middelen voor te stellen die zouden kunnen leiden tot een eenparige Spelling der Nederduitsche taal.
Bedoeling was om aanpassingen te maken aan de spelling die in 1841 door het taalcongres te Gent was aangenomen. De commissie werd geïnstalleerd op 11 februari. Het eindverslag werd opgemaakt door J.F.J. Heremans en door de commissie goedgekeurd op 7 september. De spellingsregels van de commissie werden door het Koninklijk Besluit van 21 november 1864 van toepassing voor het onderwijs in de Vlaamse taal in de scholen en athenea van de staat, voor de bestuurlijke briefwisseling, voor de Vlaamse vertaling van de wetten en besluiten en in het algemeen voor al de openbare akten, uitgaande van de overheid.

## Werking
De commissie nam zich voor om het verschil in spelling tussen het “Vlaamsch” en het “Hollandsch” te doen verdwijnen, onder de leuze ‘’ééne taal, ééne spelling’’. Ze nam daartoe contact op met de redactie van het Nederlands Woordenboek dat toen in aanmaak was. De commissie nam het ontwerp van spelling dat in 1863 door deze redactie was gepubliceerd als leidraad. Dit ontwerp en ook deze commissie baseerden de spellingsregels op enkele algemene beginselen zoals de regels der beschaafde uitspraak, der gelijkvormigheid, der afleiding, der analogie en der welluidendheid. Na enkele wederzijdse aanpassingen kwamen de commissie en de redactie tot een gezamenlijke spelling die bekend werd onder de benaming Spelling De Vries en te Winkel.
Een van de belangrijkste discussiepunten ging over de schrijfwijze van de lange a en u in gesloten lettergrepen. Verschillende systemen waren denkbaar, zoals het toevoegen van een accent (â en û), het verlengen door verdubbeling of door toevoegen van een andere letter (h, e of i bv.). Na uitgebreide historische en taalkundige evaluatie, besloot de commissie met Dr. L.A. te Winkel te kiezen voor de dubbele ‘’aa’’ en ‘’uu’’. Het verslag met de voorgestelde spelling bevat verder regels over de schrijfwijze van klinkers en medeklinkers, het al dan niet aaneenschrijven van woorden en uitdrukkingen, het gebruik van het koppelteken, en de schrijfwijze van bastaardwoorden.

## Samenstelling
De commissie stond onder voorzitterschap van Jan Baptist David, secretaris was Désiré Delcroix. Verder maakten deel uit van de commissie :
- Frans Rens, ondervoorzitter
- Hendrik Conscience
- Johan Michiel Dautzenberg
- Jacob Frans Johan Heremans, verslaggever
- Karel Frans Stallaert
- Jan Van Beers